# Retortamonadida
Retortamonadida es un pequeño grupo de protistas flagelados, que se encuentran principalmente en los intestinos de animales como comensales, aunque algunas especies son de vida libre. Usualmente tienen una longitud de 5-20 μm. El grupo abarca dos géneros: Retortamonas con dos flagelos y Chilomastix con cuatro. En ambos casos tienen cuatro cuerpos basales anteriores al prominente surco de alimentación y uno de los flagelos se dirige hacia atrás saliendo del surco. Retortamonas intestinalis parasita el tracto digestivo de humanos y otros primates.
Retortamonadida carece tanto de mitocondrias como de aparato de Golgi. Son parientes cercanos de Diplomonadida y juntos son clasificados en el filo Metamonada. Se supone que estos organismos provienen de antecesores con mitocondrias y que secundariamente las han perdido.